# Lonchaea incisurata
Lonchaea incisurata är en tvåvingeart som först beskrevs av Willi Hennig 1948.  Lonchaea incisurata ingår i släktet Lonchaea och familjen stjärtflugor.
Artens utbredningsområde är Taiwan. Inga underarter finns listade i Catalogue of Life.